# Croton calderi
Croton calderi là một loài thực vật có hoa trong họ Đại kích. Loài này được Chakrab. & N.P.Balakr. mô tả khoa học đầu tiên năm 1983.